# 紀元前688年
紀元前688年（きげんぜん688ねん）は、西暦（ローマ暦）による年。紀元前1世紀の共和政ローマ末期以降の古代ローマにおいては、ローマ建国紀元66年として知られていた。紀年法として西暦（キリスト紀元）がヨーロッパで広く普及した中世時代初期以降、この年は紀元前688年と表記されるのが一般的となった。

## 他の紀年法
- 干支 : 癸巳
- 中国
  - 周 - 荘王9年
  - 魯 - 荘公6年
  - 斉 - 襄公10年
  - 晋 - 晋侯緡19年
  - 秦 - 武公10年
  - 楚 - 文王2年
  - 宋 - 湣公4年
  - 衛 - 黔牟9年
  - 陳 - 宣公5年
  - 蔡 - 哀侯7年
  - 曹 - 荘公14年
  - 鄭 - 子嬰6年
  - 燕 - 荘公3年
- 朝鮮
  - 檀紀1646年
- ユダヤ暦 : 3073年 - 3074年

## できごと

### 中国
- 周の子突が衛の黔牟を救援した。
- 衛の恵公が入国し、黔牟を周に、甯跪を秦に追放し、左公子洩と右公子職を殺して復位した。
- 楚軍が申を攻めた。
- 楚軍が鄧を攻めた。